# Ananteris intermedia
Ananteris intermedia es una especie de escorpión del género Ananteris, familia Buthidae. Fue descrita científicamente por Lourenço en 2012.
Habita en Guyana.